# Teleperformance
Teleperformance SE (TP) er en fransk omnichannelvirksomhed. De udbyder telemarketing, kundeservice, support, gældsinddrivelse og sociale medie-services og outsourcing m.f. De har afdelinger i 88 lande og servicerer 170 markeder.